# Güngör Bayrak
Güngör Bayrak , född 27 februari år 1954 i Konya, Turkiet, är en turkisk skådespelare. Güngör talar franska och brukar oftast använda franska ord i TV-serier och filmer hon är med i. Hon är med i tv-serier/filmer som handlar mest om drama och äventyr. Hon har även varit med på framsidan på tidningen Bindalli Elele år 1986.

## TV-serier
- Gümüş (2005)
- Çelik mezar (1983)
- Foto finis-yaris bitti (1977)
- Belalilar (1974)

## Filmer
- Düsman (1979)
- Süpermen dönüyor (1979)
- Süpermenler (1979)
- Hasip ile nasip (1976)